# Leucoptera coffeella
Leucoptera coffeella (tên tiếng Anh: Sâu bướm lá cà phê) là một loài bướm đêm thuộc họ Lyonetiidae. Chúng hiện diện ở các quốc gia trồng cà phê ở Nam Mỹ, Trung Mỹ và Tây Indies. Chúng là một trong các loài gây hại nhiều nhất cho cây cà phê.
Sải cánh dài khoảng 6.5 mm. Adults are entirely covered with silvery white scales. There are up to ten generations per year.
Ấu trùng ăn Coffea arabica. Chúng ăn lá nơi chúng làm tổ. 